# Giovanni Biroli
Giovanni Biroli (Novara, 29 dicembre 1772 – Novara, 1º gennaio 1825) è stato un medico, botanico e docente italiano.

## Biografia
Nacque a Novara da dove, ricevuta l'istruzione primaria, si spostò a Torino per frequentare la facoltà di medicina di quella università. Preferì poi dedicarsi allo studio della botanica in ciò incoraggiato dal suo insegnante Carlo Antonio Lodovico Bellardi che gli dedicò una pianta esistente nelle risaie del novarese e del vercellese, classificandola nel genere "Birolia", nota oggi nel genere "Elatine".

In seguito alla pubblicazione della sua opera "Flora economica del dipartimento di Agogna", l'11 agosto 1805 fu eletto  "socio corrispondente di Novara" della "Reale accademia delle scienze di Torino" che aveva giudicato favorevolmente i suoi scritti.
 Nel 1807 pubblicò a Milano un trattato sul riso, sulla sua coltivazione, sui terreni adatti al suo miglior sviluppo, sulle sue malattie, la sua mietitura e conservazione. Nel 1808 uscirono i due volumi sulle piante spontanee del novarese.
Nel 1815, alla morte di Giuseppe Bayle-Barelle, fu chiamato a insegnare all'Università di Pavia. Il Re Vittorio Emanuele II, per averlo a Torino, gli offri allora la carica di consigliere straordinario del Protomedicato nonché quella di docente di botanica e di medicina nell'ateneo torinese; lo nominò inoltre direttore del suo orto botanico, nel quale il Biroli procedette subito a un riordino delle varie specie delle quali redasse e pubblicò un catalogo aggiornato e completo di note; fece inoltre costruire una nuova serra calda per l'allevamento di nuove piante.

Nel 1817 fu colpito da un attacco apoplettico e, messo a riposo si ritirò a Novara dove morì il 1º gennaio 1827. Il suo ricco erbario è incorporato nel grande "Erbario generale" dell'Università di Torino.

## Opere
- Flora economica del dipartimento dell'Agogna, Vercelli, Francesco Zanotti-Bianco, 1805;
- Del riso, trattato economico-medico, Milano, Giovanni Silvestri, 1807;
- (LA) Flora aconiensis, seu plantarum in novariensi provincia sponte nascentium descriptio, Typographia Viglevanensi, 1808 (due volumi);
- Trattato di agricoltura, vol. 1, Novara, Mezzotti, 1809;
- (LA) De nova Phyteumatis specie descripta, in Memorie della "Regia Accademia delle Scienze di Torino", vol. 23, 26 maggio 1817,  pp. 315-316.